# Jurinea bocconei
Il cardo di Boccone (Jurinea bocconei (Guss.) DC., 1844) è una pianta erbacea angiosperma dicotiledone  della famiglia delle Asteraceae, endemica della Sicilia.
L'epiteto specifico è un omaggio al botanico palermitano Paolo Boccone (1633–1704).

## Descrizione
È una pianta erbacea con fusto alto 3–15 cm.

Possiede radici legnose coperte da guaine scure.

Le foglie sono disposte in rosetta basale, e sono di forma oblanceolato-spatolata, pennato-lobate o pennatosette nella metà basale.

L'infiorescenza è un capolino unico del diametro di 3–4 cm, sessile, di colore rosso-vinoso.

I frutti sono acheni piramidali dotati di un pappo di colore paglierino.
- Formula fiorale:

- /x K {\displaystyle \infty }, [C (5), A (5)], G 2 (infero), achenio

## Distribuzione e habitat
È una specie relitta endemica delle Madonie (Sicilia occidentale).
Predilige i pendii rupestri di natura calcarea, da 1200 a 1600 m di altitudine.

## Tassonomia
La famiglia di appartenenza di questa voce (Asteraceae o Compositae, nomen conservandum) probabilmente originaria del Sud America, è la più numerosa del mondo vegetale, comprende oltre 23.000 specie distribuite su 1.535 generi, oppure 22.750 specie e 1.530 generi secondo altre fonti (una delle checklist più aggiornata elenca fino a 1.679 generi). La famiglia attualmente (2021) è divisa in 16 sottofamiglie.
La tribù Cardueae (della sottofamiglia Carduoideae) a sua volta è suddivisa in 12 sottotribù (la sottotribù Saussureinae è una di queste).

### Filogenesi
Le specie di questo genere in precedenti trattamenti erano descritte all'interno del gruppo informale (provvisorio da un punto di vista tassonomico) "Jurinea-Saussurea Group". In questo gruppo erano descritti principalmente quattro generi: Dolomiaea, Jurinea, Polytaxis e Saussurea. In seguito ad ulteriori ricerche e analisi di tipo filogenetico, allorquando il gruppo ha acquisito la sua denominazione definitiva di sottotribù, si sono aggiunti altri nuovi generi.
Il genere Jurinea (con 241 specie, due delle quali nella flora spontanea italiana) appartiene alla sottotribù Saussureinae (tribù Cardueae, sottofamiglia Carduoideae).

### Sinonimi
Alcuni sinonimi di Jurinea bocconei:
- Jurinea humilis var. bocconei (Guss.) DC.
- Jurinea humilis subsp. bocconei  (Guss.) Malag.
- Serratula bocconei  Guss.